# 基克·加西亚
恩里克·加西亞·馬丁內斯（西班牙語：Enrique García Martínez，西班牙語發音：[enˈrike ɣaɾˈθi.a maɾˈtineθ];；1989年11月25日—），簡稱基克，是一位西班牙足球運動員。在場上的位置是前鋒。現效力於西甲球隊艾拉維斯。他也曾代表西班牙U20國家隊參賽。

## 荣誉

### 俱乐部
穆爾西亞
- 西班牙足球乙二级联赛 冠軍：2010–11賽季

### 国家队
西班牙U20
- 地中海運動會 冠軍：2009年

## 外部連結
- Soccerway資料庫：基克·加西亚